# Roberto Donis
Roberto Donis (26 de febrero de 1934 – 8 de junio de 2008) fue un pintor mexicano y profesor de arte. Empezó a estudiar arte en la Escuela Nacional de Pintura, Escultura y Grabado "La Esmeralda", pero insatisfecho con la instrucción, ayudó a organizar una huelga estudiantil. Pero esta no tuvo éxito, y decidió ir a Morelia a enseñar en vez de regresar a la escuela. La carrera artística de Donis consistió de exhibiciones en México y el extranjero, incluyendo una importante exhibición en el Museo de Arte Moderno en la Ciudad de México; además de ser aceptado como regular en la prestigiosa Galería de Arte Mexicano. Ocupó un puesto directivo en la Universidad Autónoma Benito Juárez; fue el fundador del Taller de Artes Plásticas Rufino Tamayo en la ciudad de Oaxaca. Recibió varios reconocimientos por sus obras, incluyendo una membresía en el Salón de la Plástica Mexicana.

## Vida
Roberto Donis nació en el pueblo de Venado, San Luis Potosí.
En 1950, ingresó a la Escuela Nacional de Pintura, Escultura y Grabado "La Esmeralda" con 16 años de edad, estudió principalmente bajo la tutela de Carlos Orozco Romero, pero en ese tiempo su trabajo también fue influenciado por los pintores mexicanos Diego Rivera, José Clemente Orozco and Manuel Rodríguez. En 1953, insatisfecho con la educación que recibía, organizó una revuelta estudiantil junto con Rafael Coronel y Gilberto Aceves Navarro. Quince estudiantes dimitieron al mismo tiempo para crear su propia exhibición en el sótano del edificio del periódico Excelsior. Sin embargo, el evento tuvo corta duración y logró muy poco, ya que sus demandas fueron ignoradas. Al final, todos regresaron a la escuela excepto Donis, quién se fue a Michoacán a enseñar.
Regresó a la Ciudad de México en 1956, con la mira de vender sus pinturas y reunir suficiente dinero para viajar al extranjero. En 1962 y 1963, vivió en París y estudio historia del arte en el École du Louvre. Durante este tiempo, conoció a varios artistas vanguardistas, quienes le motivaron a experimentar con el arte abstracto. También desarrollo amistades de por vida con los artistas mexicanos Rufino Tamayo, Francisco Toledo y Jorge Dubon. Regresó a México en 1963.
De 1966 a 1969 vivió en Nueva York. Y durante este tiempo recibió influencia del arte abstracto americano. Su relación con Toledo le llevó a establecerse en Oaxaca cuando regresó a México en 1970, comprando una casa grande en el pueblo de Santa María Santa María de Tule, cerca de la ciudad de Oaxaca.
Tuvo seis hijas Paulina, Yerina, Guiexoba, Oralia, Denisse y Eugenia.
Donis murió de cáncer el 8 de junio de 2008.

## Carrera
Luego de fracasar en su protesta estudiantil, Donis decidió empezar su carrera profesional en vez de continuar en la escuela. Fue a Morelia en 1954 a enseñar en la Escuela de Bellas Artes. Destacó su habilidad para educar y encontrar estudiantes talentosos. En 1972, se convirtió en director de la Escuela de Bellas Artes en la Universidad Autónoma Benito Juárez, donde modernizó radicalmente sus sistema de enseñanza. Sin embargo, fue forzado a renunciar un año después debido a conflictos internos. En 1974, fundó el Taller de Artes Plásticas Rufino Tamayo ( como un reconocimiento al maestro Tamayo) en donde permaneció hasta 1984. Durante este tiempo se dedicó por sí mismo a desarrollar una nueva forma de enseñar arte a los estudiantes, el cual llamó educación experimental, enfatizando que los estudiantes no deberían copiar lo que se ha hecho antes. También hizo hincapié en las habilidades de dibujo como una forma de generar innovación. Varios artistas oaxaqueños que se graduaron de esta escuela, durante esta época, incluyen a Alejandro Santiago, Filemón Santiago, Maximino Javier, Abelardo López, Juan Alcázar, Arnulfo Mendoza y Ariel Mendoza. Donis abandonó el taller de artes plásticas Rufino Tamayo debido a conflictos referentes al número de estudiantes.
En 1954 tuvo su primera exposición individual en Morelia. A lo largo de su carrera, tuvo exhibiciones individuales en México en lugares como el Museo de Arte Moderno, el Salón de la Plástica Mexicana, el Glantz Gallery, Galería Misrachi y la prestigiosa Galería de Arte Mexicano. En este el último lugar, se volvió uno de sus artistas regulares, empezando en 1966. En 1979, presentó una serie de 40 pinturas en el Museo de Arte Moderno en la Ciudad de México, con críticas favorables. Donis participó en exhibiciones colectivas en México, Estados Unidos, Canadá, Cuba, Costa Rica, Guatemala, Honduras, Nicaragua, Panamá, Brasil, Argentina, Venezuela, España, Francia, Suiza, Alemania, Polonia, China, Rusia, la República Checa y Japón. Estas incluyeron la exhibición "Confrontación 66", y el representar a México en la Expo 67 en Montreal.
Donis se retiró de la pintura en los años 80s debido a la falta total de apoyo por parte de Bellas Artes.
Su primer reconocimiento fue una mención honorífica de la competencia del Instituto Mexicano de Arte, lo que le permitió viajar durante dos meses por Nueva York y Washington D. C. Fue aceptado como miembro del Salón de la Plástica Mexicana. Antes de su muerte en el 2008, su ciudad natal Venado San Luis Potosí le rindió un homenaje. Durante dicho evento, Donis donó obras de arte de su autoría y Rufino Tamayo, así como una colección de máscaras de aborígenes australianos que había coleccionado. Estas obras se usaron en la colección permanente del Centro Cultural Roberto Donis, el cual está localizado en la antigua fábrica textil del pueblo. Después de su muerte, se le rindió homenaje en el Museo de los Pintores Oaxaqueños en el 2009.

## Arte
De 1950 a 1954, su trabajo fue principalmente figurativo, el cual eventualmente evolucionó a un tipo de expresionismo durante el resto de esa década. Después de su primer viaje a París, comenzó a experimentar con el expresionismo abstracto, mismo que logró consolidarse después de vivir en Nueva York (1966-1969).